# Natação no Campeonato Europeu de Esportes Aquáticos de 2014 - 50 m livre masculino
A prova dos 50 metros livre masculino da natação no Campeonato Europeu de Esportes Aquáticos de 2014 ocorreu nos dias 23 e 24 de agosto em Berlim, na Alemanha. 

## Calendário
| Fase          | Data         | Hora  |
| ------------- | ------------ | ----- |
| Eliminatórias | 23 de agosto | 09:46 |
| Semifinal     | 23 de agosto | 16:44 |
| Final         | 24 de agosto | 16:05 |

Todos os horários estão no horário local (UTC+1)

## Recordes
Antes desta competição, os recordes eram os seguintes:
| Recorde mundial       | César Cielo        | 20.91 | São Paulo   | 18 de dezembro de 2009 |
| Recorde europeu       | Frédérick Bousquet | 20.94 | Montpellier | 26 de abril de 2009    |
| Recorde do campeonato | Frédérick Bousquet | 21.36 | Budapeste   | 14 de agosto de 2010   |

Os seguintes novos recordes foram estabelecidos durante esta competição. 
| Data         | Prova | Nadador          | Nacionalidade | Tempo | Recordes              |
| ------------ | ----- | ---------------- | ------------- | ----- | --------------------- |
| 24 de agosto | Final | Florent Manaudou | França        | 21.32 | Recorde do campeonato |

## Medalhistas
| Ouro                   | Prata                 | Bronze                    |
| Florent Manaudou (FRA) | Konrad Czerniak (POL) | Ari-Pekka Liukkonen (FIN) |

## Resultados

### Eliminatórias
Esses foram os resultados das eliminatórias. 
| Pos. | Bateria | Raia | Nadador                     | Nacionalidade        | Tempo | Notas |
| ---- | ------- | ---- | --------------------------- | -------------------- | ----- | ----- |
| 1    | 6       | 5    | Marco Orsi                  | Itália               | 22.18 | Q     |
| 1    | 5       | 6    | Oleg Tikhobaev              | Rússia               | 22.18 | Q     |
| 3    | 7       | 2    | Kristian Gkolomeev          | Grécia               | 22.19 | Q     |
| 4    | 7       | 4    | Florent Manaudou            | França               | 22.20 | Q     |
| 5    | 6       | 6    | Luca Dotto                  | Itália               | 22.21 | Q     |
| 6    | 5       | 4    | Ben Proud                   | Reino Unido          | 22.26 | Q     |
| 6    | 7       | 3    | Konrad Czerniak             | Polónia              | 22.26 | Q     |
| 8    | 5       | 5    | Andrey Grechin              | Rússia               | 22.29 | Q     |
| 9    | 6       | 2    | Ari-Pekka Liukkonen         | Finlândia            | 22.33 | Q     |
| 9    | 7       | 8    | Dominik Kozma               | Hungria              | 22.33 | Q     |
| 9    | 7       | 6    | Sergey Fesikov              | Rússia               | 22.33 |       |
| 12   | 6       | 4    | Vladimir Morozov            | Rússia               | 22.35 |       |
| 13   | 5       | 3    | Krisztián Takács            | Hungria              | 22.41 | Q     |
| 14   | 7       | 5    | Andriy Hovorov              | Ucrânia              | 22.44 | Q     |
| 15   | 5       | 1    | Fabien Gilot                | França               | 22.47 | Q     |
| 16   | 7       | 7    | François Heersbrandt        | Bélgica              | 22.51 | Q     |
| 17   | 7       | 1    | Jasper Aerents              | Bélgica              | 22.60 | Q     |
| 18   | 5       | 7    | Nosy Pelagie                | França               | 22.66 |       |
| 19   | 3       | 8    | Marius Radu                 | Roménia              | 22.68 | Q     |
| 20   | 6       | 0    | Mindaugas Sadauskas         | Lituânia             | 22.69 |       |
| 21   | 6       | 3    | Norbert Trandafir           | Roménia              | 22.75 |       |
| 22   | 6       | 7    | Miguel Ortiz-Cañavate Ozeki | Espanha              | 22.83 |       |
| 23   | 3       | 3    | Sidni Hoxha                 | Albânia              | 22.89 |       |
| 24   | 5       | 8    | Yahav Shahaff               | Israel               | 22.97 |       |
| 24   | 5       | 9    | Baslakov İskender           | Turquia              | 22.97 |       |
| 26   | 7       | 9    | Ivan Levaj                  | Croácia              | 22.98 |       |
| 26   | 2       | 7    | Tadas Duškinas              | Lituânia             | 22.98 |       |
| 28   | 6       | 8    | Almog Olshtein              | Israel               | 22.99 |       |
| 29   | 4       | 7    | Christoffer Carlsen         | Suécia               | 23.03 |       |
| 30   | 3       | 2    | Mario Todorović             | Croácia              | 23.07 |       |
| 31   | 4       | 9    | Mislav Sever                | Croácia              | 23.08 |       |
| 32   | 4       | 2    | Simonas Bilis               | Lituânia             | 23.09 |       |
| 33   | 4       | 4    | Kacper Majchrzak            | Polónia              | 23.11 |       |
| 34   | 4       | 5    | Boris Stojanović            | Sérvia               | 23.12 |       |
| 35   | 7       | 0    | Sebastian Szczepański       | Polónia              | 23.13 |       |
| 36   | 4       | 3    | Pjotr Degtjarov             | Estónia              | 23.15 |       |
| 36   | 1       | 3    | Daniel Macovei              | Roménia              | 23.15 |       |
| 36   | 4       | 8    | Alexander Nyström           | Suécia               | 23.15 |       |
| 39   | 6       | 9    | Nikša Stojkovski            | Croácia              | 23.19 |       |
| 40   | 3       | 7    | Radovan Siljevski           | Sérvia               | 23.20 |       |
| 41   | 2       | 1    | Martin Verner               | Chéquia              | 23.24 |       |
| 42   | 3       | 1    | Martin Spitzer              | Áustria              | 23.30 |       |
| 43   | 4       | 6    | Jesse Puts                  | Países Baixos        | 23.31 |       |
| 44   | 3       | 0    | Gustav Aberg                | Suécia               | 23.36 |       |
| 45   | 3       | 5    | Arseni Kukharau             | Bielorrússia         | 23.44 |       |
| 46   | 3       | 9    | Viktar Staselovich          | Bielorrússia         | 23.50 |       |
| 47   | 3       | 4    | Julien Henx                 | Luxemburgo           | 23.51 |       |
| 47   | 5       | 2    | Doğa Çelik                  | Turquia              | 23.51 |       |
| 49   | 4       | 1    | Oscar Ekström               | Suécia               | 23.53 |       |
| 50   | 4       | 0    | Péter Holoda                | Hungria              | 23.58 |       |
| 51   | 2       | 3    | Alin Coste                  | Roménia              | 23.59 |       |
| 52   | 2       | 5    | Ensar Hajder                | Bósnia e Herzegovina | 23.72 |       |
| 53   | 2       | 2    | Arnel Dudić                 | Bósnia e Herzegovina | 23.74 |       |
| 54   | 2       | 6    | Michal Navara               | Eslováquia           | 23.76 |       |
| 55   | 1       | 5    | Dan Sweeney                 | Irlanda              | 24.07 |       |
| 56   | 2       | 4    | Jonatan Kopelev             | Israel               | 24.12 |       |
| 57   | 2       | 8    | Davit Sikharulidze          | Geórgia              | 24.27 |       |
| 58   | 1       | 4    | Fred Karu                   | Estónia              | 24.42 |       |
| —    | 3       | 6    | Nimrod Shapira Bar-Or       | Israel               |       | DNS   |
| —    | 5       | 0    | Kemal Arda Gürdal           | Turquia              |       | DNS   |
| —    | 6       | 1    | Clement Mignon              | França               |       | DNS   |

### Semifinal
Esses foram os resultados das semifinais. 
Semifinal 1
| Pos. | Raia | Nadador              | Nacionalidade | Tempo | Notas |
| ---- | ---- | -------------------- | ------------- | ----- | ----- |
| 1    | 5    | Florent Manaudou     | França        | 21.57 | Q     |
| 2    | 3    | Ben Proud            | Reino Unido   | 21.94 | Q     |
| 3    | 7    | Andriy Hovorov       | Ucrânia       | 22.02 | Q     |
| 4    | 6    | Andrey Grechin       | Rússia        | 22.06 | Q     |
| 5    | 4    | Oleg Tikhobaev       | Rússia        | 22.17 |       |
| 6    | 1    | François Heersbrandt | Bélgica       | 22.18 |       |
| 7    | 2    | Dominik Kozma        | Hungria       | 22.35 |       |
| 8    | 8    | Marius Radu          | Roménia       | 22.44 |       |

Semifinal 2
| Pos. | Raia | Nadador             | Nacionalidade | Tempo | Notas |
| ---- | ---- | ------------------- | ------------- | ----- | ----- |
| 1    | 5    | Kristian Gkolomeev  | Grécia        | 21.96 | Q     |
| 2    | 6    | Konrad Czerniak     | Polónia       | 22.06 | Q     |
| 3    | 2    | Ari-Pekka Liukkonen | Finlândia     | 22.10 | Q     |
| 4    | 4    | Marco Orsi          | Itália        | 22.15 | Q     |
| 5    | 7    | Krisztián Takács    | Hungria       | 22.25 |       |
| 6    | 3    | Luca Dotto          | Itália        | 22.27 |       |
| 7    | 1    | Fabien Gilot        | França        | 22.38 |       |
| 8    | 8    | Jasper Aerents      | Bélgica       | 22.46 |       |

### Final
Esse foi o resultado da final. 
| Pos.              | Raia | Nadador             | Nacionalidade | Tempo | Notas                 |
| ----------------- | ---- | ------------------- | ------------- | ----- | --------------------- |
| Medalha de ouro   | 4    | Florent Manaudou    | França        | 21.32 | Recorde do campeonato |
| Medalha de prata  | 7    | Konrad Czerniak     | Polónia       | 21.88 |                       |
| Medalha de bronze | 1    | Ari-Pekka Liukkonen | Finlândia     | 21.93 |                       |
| 4                 | 5    | Ben Proud           | Reino Unido   | 21.94 |                       |
| 5                 | 8    | Marco Orsi          | Itália        | 22.09 |                       |
| 6                 | 2    | Andrey Grechin      | Rússia        | 22.10 |                       |
| 7                 | 3    | Kristian Gkolomeev  | Grécia        | 22.13 |                       |
| 8                 | 6    | Andriy Hovorov      | Ucrânia       | 22.14 |                       |

Legenda
| Recorde mundial       | Recorde mundial (World record)               |                       | Recorde africano                      | Recorde africano (African) |                                           | Q | Classificado por posição (Qualified) |
| Recorde do campeonato | Recorde do campeonato (Championship record)  | Recorde da América    | Recorde da América (Americas)         | q                          | Classificado por melhor tempo (Qualified) |   |                                      |
| Melhor marca do ano   | Melhor marca do ano (World leading)          | Recorde asiático      | Recorde asiático (Asian)              | DNS                        | Não largou (Did not start)                |   |                                      |
| Recorde nacional      | Recorde nacional (National record)           | Recorde europeu       | Recorde europeu (European)            | DNF                        | Não terminou (Did not finish)             |   |                                      |
| Recorde pessoal       | Recorde pessoal do atleta (Personal best)    | Recorde da Oceania    | Recorde da Oceania (Oceania)          | DSQ / DQ                   | Desclassificado (Disqualified)            |   |                                      |
| Recorde da temporada  | Recorde da temporada do atleta (Season best) | Recorde sul-americano | Recorde sul-americano (South America) | NM                         | Sem marca (No mark)                       |   |                                      |